# Maliq Bushati

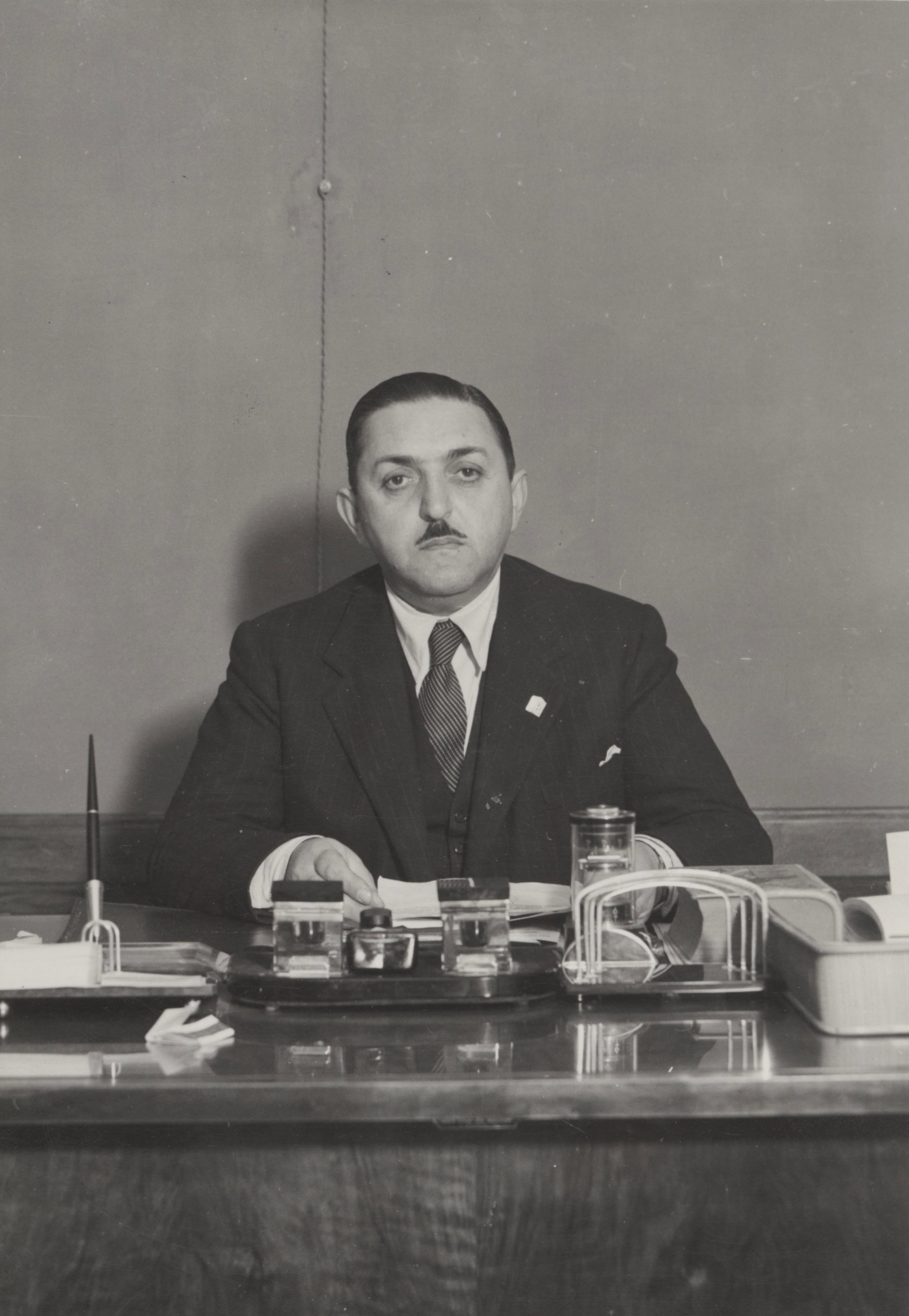
Maliq Bushati (1943)

Maliq Bej Bushati (* 8. Februar 1880 in Shkodra, Osmanisches Reich; † 15. Februar 1946) war ein albanischer Beamter und Politiker. Er war im Jahr 1943 für drei Monate Ministerpräsident Albaniens als Mitglied der Albanischen Faschistischen Partei (AFP).
Maliq Bej Bushati entstammte dem Alibegaj-Zweig des Adelsgeschlechts der Bushati und ging auf die Rüschdije-Schule in Shkodra. Er studierte am Robert College in Istanbul. Ab 1919 gab er die Zeitung Populli heraus. In den Zeiträumen von 1921 bis 1923 und 1925 bis 1937 war er Parlamentsabgeordneter.
Im Zweiten Weltkrieg war Maliq Bej Bushati von 1939 bis 1941 Innenminister. Danach war er vom 13. Februar bis zum 12. Mai 1943 Ministerpräsident Albaniens während der Besetzung durch das Königreich Italien. Zusammen mit Lef Nosi und Vater Anton Harapi wurde Maliq Bej Bushati durch die kommunistische Regierung Albaniens in einem politischen Prozess zum Tode verurteilt und Anfang 1946 durch Erschießen hingerichtet.